# Andreas Kofler (architetto)
Andreas Kofler (Merano, 1978) è un architetto italiano.
Andreas Kofler è un architetto-urbanista, autore e curatore italiano. È professore associato presso la École nationale supérieure d'architecture de Versailles (ENSAV) e curatore e vice direttore artistico del Museo Svizzero di Architettura (S AM) di Basilea.

## Biografia
Dal 1997 Kofler ha studiato architettura a Vienna e a Madrid. Nel 2005 si è laureato con una tesi teorica sull'architettura alpina presso l'Università tecnia di Vienna sotto la guida di Peter Mörtenböck. Successivamente ha lavorato per numerosi studi, tra i quali quello di Theo Deutinger, OMA/AMO di Rem Koolhaas, l'AUC e Dominique Perrault. Contribuisce regolarmente alla rivista L'Architecture d'Aujourd'hui, dal 2017 insegna all'École Nationale Supérieure d'Architecture de Versailles (ENSAV) e dal 2018 è curatore e vice direttore artistico del Museo Svizzero di Architettura (S AM) di Basilea.

## Mostre come curatore (selezione)
- Architectures japonaises à Paris 1867–2017. Pavillon de l’Arsenal, Parigi, 2017[5]
- con Magdalene Schmidt, Armando Ronca – Architettura del Moderno in Alto Adige 1935–1970, Merano Arte, Merano, 2017[6]
- Lake Como Design Fair, curatore della sezione architettura, Como, 2019[7]
- al Museo Svizzero di Architettura (S AM), Basilea: Dichtelust (2018), Unterm Radar (2019), Basel 2050 (2020), Mock-Up (2021) Napoli Super Modern (2022), Homo Urbanus (2023), Was wäre wenn (2024)

## Pubblicazioni (selezione)

### Come autore
- Architectures japonaises à Paris 1867–2017. Pavillon de l’Arsenal, Parigi 2017, ISBN 978-2-35487-038-6.
- Bourse du Commerce – Collection Pinault. Archibooks, Parigi 2020, ISBN 978-2-35733-543-1.
- Death as Timeline Event, in: Platform Urbanism and Its Discontents. nai010 publishers, Rotterdam 2021, ISBN 978-94-6208-615-9.
- Another Angle, in: Tane Garden House. Vitra Design Museum, Weil am Rhein 2023, ISBN 978-3-945852-62-0.

### Come editore
- con Magdalene Schmidt, Jörg Stabenow: Armando Ronca – Architettura del Moderno in Alto Adige 1935–1970. Park Books, Zurigo 2017, ISBN 978-3-03860-061-9.
- Dichtelust. Formen des urbanen Zusammenlebens in der Schweiz. Christoph Merian Verlag, Basilea 2018, ISBN 978-3-85616-882-7.
- con Bernadette Krejs: Cartography of smallness: Learning from Japan – Kleinmaßstäbliche Nachverdichtung in Wien. Technische Universität Wien, Institut für Architektur und Entwerfen, Vienna 2018, ISBN 978-3-902422-57-6.
- Novartis Campus – Pavillon. AMDL CIRCLE & Michele De Lucchi. Christoph Merian Verlag, Basilea 2022, ISBN 978-3-85616-979-4.
- con Andreas Ruby: Was wäre wenn – Ungebaute Architektur in der Schweiz. Christoph Merian Verlag, Basilea 2023, ISBN 978-3-85616-997-8.
- con Goran Mijuk: Novartis Campus Guide. Christoph Merian Verlag, Basilea 2024, ISBN 978-3-03969-028-2.
- Una casa per l'architettura. Turris Babel #135 – 10/2024. Fondazione Architettura Alto Adige, Bolzano, ISSN 2281-3292.[8]